# Geelsnavelbabbelaar
De geelsnavelbabbelaar (Argya affinis) synoniem: Turdoides affinis)  is een zangvogel uit de familie Leiothrichidae. 

## Verspreiding en leefgebied
Deze soort komt voor in India en Sri Lanka en telt twee ondersoorten:
- A. a. affinis: zuidelijk India.
- A. a. taprobanus: Sri Lanka.

## Status
De grootte van de populatie is niet gekwantificeerd maar de soort wordt omschreven als plaatselijk algemeen. Op de Rode lijst van de IUCN heeft deze soort de status niet bedreigd.